# Бигацци, Лука
Лука Бигацци (итал. Luca Bigazzi; род. 9 декабря 1958, Милан) — итальянский кинооператор.

## Биография
Родился 9 декабря 1958 года в городе Милан, Италия. Карьеру начинал с работы ассистентом режиссёра на съёмках рекламных роликов. В 1983 году Бигацци дебютировал в качестве кинооператора на съемках фильма «Пейзаж с фигурами» режиссёра Сильвио Сольдини. Наиболее известен по работам с Паоло Соррентино («Великая красота», «Молодость», «Молодой Папа»), с которым он познакомился в 2003 году во время их первой совместной работы «Последствия любви».

## Фильмография
- 2019 — Новый Папа / The New Pope (реж. Паоло Соррентино)
- 2018 — Лоро / Loro (реж. Паоло Соррентино)
- 2017 — Сицилийская история призраков / Sicilian Ghost Story (реж. Фабио Грассадония, Антонио Пьяцца)
- 2016 — Молодой Папа / The Young Pope (реж. Паоло Соррентино)
- 2015 — Молодость / La giovinezza (реж. Паоло Соррентино)
- 2013 — Великая красота / La grande bellezza (реж. Паоло Соррентино)
- 2013 — Не в стульях счастье / La sedia della felicità (реж. Карло Маццакурати)
- 2011 — Где бы ты ни был / This Must Be the Place (реж. Паоло Соррентино)
- 2010 — Страсть / La passione (реж. Карло Маццакурати)
- 2008 — Изумительный / Il divo — La spettacolare vita di Giulio Andreotti (реж. Паоло Соррентино)
- 2007 — Держать дистанцию / La giusta distanza (реж. Карло Маццакурати)
- 2006 — Друг семьи / L’amico di famiglia (реж. Паоло Соррентино)
- 2006 — Потерянная звезда / La stella che non c'è (реж. Джанни Амелио)
- 2005 — Криминальный роман / Romanzo Criminale (реж. Микеле Плачидо)
- 2004 — Последствия любви / Le conseguenze dell’amore (реж. Паоло Соррентино)
- 2000 — Хлеб и тюльпаны / Pane e tulipani (реж. Сильвио Сольдини)
- 1999 — Не от мира сего / Fuori dal mondo (реж. Джузеппе Пиччони)
- 1998 — Как мы смеялись / Così ridevano (реж. Джанни Амелио)
- 1998 — Тото, который жил дважды / Totò che visse due volte (реж. Даниэле Чипри и Франко Мареско)
- 1996 — Обратная сторона Луны / Luna e l’altra (реж. Маурицио Никетти)
- 1995 — Обычный герой / Un eroe borghese (реж. Микеле Плачидо)
- 1994 — Ламерика / Lamerica (реж. Джанни Амелио)
- 1992 — Смерть неаполитанского математика / Morte di un matematico napoletano (реж. Марио Мартоне)
- 1992 — Мрак / Nero (реж. Джанкарло Солди)
- 1990 — Мирный воздух Запада / L’aria serena dell’ovest (реж. Сильвио Сольдини)
- 1983 — Пейзаж с фигурами / Paesaggio con figure (реж. Сильвио Сольдини)

## Награды
- Премия «Давид ди Донателло» за лучшую операторскую работу
  - Лауреат 1995 года за фильм «Ламерика»[7]
  - Лауреат 2000 года за фильм «Хлеб и тюльпаны»[7]
  - Лауреат 2005 года за фильм «Последствия любви»[7]
  - Лауреат 2006 года за фильм «Криминальный роман»[7]
  - Лауреат 2009 года за фильм «Изумительный»[7]
  - Лауреат 2012 года за фильм «Где бы ты ни был»[7]
  - Лауреат 2014 года за фильм «Великая красота»[7]